# U-48 (1939)
U-48 — средняя немецкая подводная лодка типа VIIB времён Второй мировой войны. С августа 1939 года по июнь 1941 года лодка совершила двенадцать боевых походов, проведя в море 325 дней. За это время она потопила пятьдесят одно судно общим тоннажем 306 875 брт, потопила один военный корабль водоизмещением 1060 тонн, повредила три судна общим тоннажем 20 480 брт. U-48 стала самой результативной подводной лодкой во Второй мировой войне, а каждый из трёх последовательно командовавших ей офицеров был награждён Рыцарским крестом Железного креста.

## История
Заказ на постройку подлодки был отдан 21 ноября 1936 года. Лодка была заложена 10 марта 1937 года на верфи «Германиаверфт» в Киле под строительным номером 583, спущена на воду 8 марта 1939 года и вошла в строй 22 апреля 1939 года под командованием капитан-лейтенанта Герберта Шульце.

## Командиры
- 22 апреля 1939 года — 20 мая 1940 года и 17 декабря 1940 года — 27 июля 1941 года — капитан-лейтенант Герберт Шульце (кавалер Рыцарского железного креста с дубовыми листьями)
- 21 мая 1940 года — 3 сентября 1940 года — корветтен-капитан Ганс-Рудольф Рёзинг (кавалер Рыцарского железного креста с дубовыми листьями)
- 4 сентября 1940 года — 16 декабря 1940 года — капитан-лейтенант Генрих Блайхродт (кавалер Рыцарского железного креста)
- август 1941 — сентябрь 1942 года — обер-лейтенант цур зее Зигфрид Атцингер
- 26 сентября 1942 года — октябрь 1943 года — обер-лейтенант цур зее Дитер Тоденхаген

## Флотилии
- 22 апреля 1939 года — 30 июня 1941 года — 7-я флотилия
- 1 июля 1941 года — 31 марта 1942 года — 26-я флотилия (учебная)
- 1 апреля 1942 года — 31 октября 1943 года — 21-я флотилия (учебная)

## Волчьи стаи
U-48 входила в состав следующих «волчьих стай»:
- Рёзинг 12 июня — 15 июня 1940;
- безымянная 13 августа — 16 августа 1940;
- безымянная 20 сентября — 22 сентября 1940;
- безымянная 19 октября — 20 октября 1940.

## Происшествия
- 13 апреля 1940 года U-48 при попытке атаковать эсминцы заслона линкора HMS Warspite была контратакована глубинными бомбами и получила лёгкие повреждения.
- 22 марта 1941 года лодка была атакована британскими эсминцами и была серьёзно повреждена.
- 2 апреля 1941 года при взрыве тонущего судна Beaverdale U-48 была сильно повреждена и была вынуждена вернуться на базу.

## История службы

### Первый поход
Поход начался 19 августа 1939 года в 0:00 в Киле. 17 сентября 1939 года в 5:50 U-48 вернулась. В этом походе в Северной Атлантике, юго-восточнее Ирландии и Роколла, было потоплено три судна.
Пароход Royal Sceptre вёз пшеницу и кукурузу и находился в пути из Росарио в Белфаст. Он был потоплен одной торпедой. Один человек погиб.
Тремя днями позже был потоплен британский пароход Winkleigh одной торпедой. Груз — зерно и дерево. Маршрут — Ванкувер — Панама — Манчестер. Весь экипаж (тридцать семь человек) был спасён.
11 сентября выстрелом одной торпеды был потоплен пароход Firby. Груз — балласт. Маршрут — Тайн — Гудзонов залив. Весь экипаж парохода (тридцать четыре человека) был спасён.
| Дата                                                                | Название корабля | страна         | тоннаж | судьба                             |
| ------------------------------------------------------------------- | ---------------- | -------------- | ------ | ---------------------------------- |
| 5 сентября 1939                                                     | Royal Sceptre    | Великобритания | 4853   | потоплен 46°23′ с. ш. 14°59′ з. д. |
| 8 сентября 1939                                                     | Winkleich        | Великобритания | 5055   | потоплен 48°06′ с. ш. 18°12′ з. д. |
| 11 сентября 1939                                                    | Firby            | Великобритания | 4869   | потоплен 59°40′ с. ш. 13°50′ з. д. |
| итого за первый поход: три торговых судна общим тоннажем 14 777 брт |                  |                |        |                                    |

### Второй поход
Поход начался 4 октября 1939 года в 01:00 в Киле и закончился 25 октября 1939 года в 9:45 там же. В этом походе в Северной Атлантике было потоплено пять судов.
12 октября выстрелом торпеды и артиллерией был потоплен французский танкер Emile Miguet. Танкер шёл с 137 000 баррелями нефти и бензина и был в пути из Корпус-Кристи и Кингстон в Гавр. Танкер шёл за конвоем KJ-2.
На следующий день был потоплен британский пароход Heronspool одной торпедой. Он шёл с 8000 т угля и был в пути с Суонси в Монреаль. Судно было последним из конвоя OB-17, который состоял из одиннадцати кораблей. Жертв не было.
В тот же день артиллерией был потоплен французский пароход Louisiane, который относился к конвою OA-17. Он был в пути из Антверпена в Гавану. Один человек погиб.
14 октября был потоплен британский пароход Sneaton выстрелом одной торпеды. Он транспортировал 4300 т угля из Кардиффа в Рио-де-Жанейро. Один человек погиб.
Тремя днями позже U-48 торпедировала британский пароход Clan Chisholm, который относился к конвою HG-3 из двадцати пяти судов и был в пути из Калькутты в Ливерпуль и Глазго. Судно затонуло вместе с грузом из 2500 т кокосовых орехов, хлопка, джута и чая. Четыре моряка погибло, семьдесят четыре спаслись.
| Дата                                                                 | Название корабля                           | страна         | тоннаж | судьба                                               |
| -------------------------------------------------------------------- | ------------------------------------------ | -------------- | ------ | ---------------------------------------------------- |
| 12 октября 1939                                                      | Emile Miguet                               | Франция        | 14 115 | потоплен 50°15′ с. ш. 14°50′ з. д.                   |
| 13 октября 1939                                                      | Heronspool                                 | Франция        | 5202   | потоплен 50°14′ с. ш. 14°48′ з. д.                   |
| 13 октября 1939                                                      | Louisiana                                  | Великобритания | 6903   | потоплен 50°14′ с. ш. 15°02′ з. д.                   |
| 14 октября 1939                                                      | Sneaton                                    | Великобритания | 3678   | потоплен 49°05′ с. ш. 13°05′ з. д.                   |
| 17 октября 1939                                                      | Clan Chisholm (en:SS Clan Chisholm (1937)) | Великобритания | 7256   | потоплен в 150 милях северо-западнее мыса Финистерре |
| итого за второй поход: пять торговых судов общим тоннажем 36 926 брт |                                            |                |        |                                                      |

### Третий поход
Поход начался 20 ноября 1939 года в 22:00 в Киле и закончился 20 декабря 1939 года там же. В этом походе в Северной Атлантике, у Оркнейских островов и западнее Ла-Манша было потоплено четыре судна.
27 ноября одной торпедой был потоплен шведский танкер Gustav E. Reuter. Танкер шёл в балласте и был в пути из Швеции на Кюрасао. Один человек из экипажа танкера погиб.
8 декабря был потоплен британский пароход Brandon одной торпедой. Он также шёл в балласте и был в пути из Кардиффа в Порт Эверглейдз (Флорида). Судно было последним из конвоя OB-48, который состоял из тринадцати кораблей. Девять членов экипажа погибло.
На следующий день одной торпедой был потоплен танкер San Alberto, который тоже относился к конвою OB-48. Он был в балласте и направлялся в Тринидад. Один человек погиб, тридцать шесть было спасено.
15 декабря пароход под греческим флагом Germaine, который вёз кукурузу из Олбани в Корк был потоплен одной торпедой. Жертв не было.
| Дата                                                                   | Название корабля | страна         | тоннаж | судьба                             |
| ---------------------------------------------------------------------- | ---------------- | -------------- | ------ | ---------------------------------- |
| 26 ноября 1939                                                         | Gustav E. Reuter | Швеция         | 6336   | потоплен в районе острова «Фэр»    |
| 5 декабря 1939                                                         | Navasota         | Великобритания | 8795   | потоплен 50°34′ с. ш. 10°16′ з. д. |
| 9 декабря 1939                                                         | San Alberto      | Великобритания | 7397   | потоплен 49°20′ с. ш. 9°45′ з. д.  |
| 15 декабря 1939                                                        | Germaine         | Греция         | 5217   | потоплен 51°00′ с. ш. 12°18′ з. д. |
| итого за третий поход: четыре торговых судна общим тоннажем 27 745 брт |                  |                |        |                                    |

### Четвёртый поход
Четвёртый поход был прерван из-за повреждения лодки льдом.

### Пятый поход
Поход начался 24 января 1940 года в 22:00 в Киле и закончился 26 февраля в 17:00 там же. В этом походе в Северной Атлантике было потоплено четыре судна.
10 февраля был потоплен нидерландский пароход Burgerdijk, который транспортировал сою и кукурузу и был в пути из Нью-Йорка в Роттердам. Жертв не было.
14 февраля U-48 уничтожила британский пароход Sultan Star одной торпедой. Груз парохода, 7803 тонн аргентинского замороженного мяса, был назначен для разгрузки в порту Ливерпуля. Все семьдесят три члены экипажа были спасены.
15 февраля был потоплен нидерландский танкер Den Haag с 11 800 т нефти, который был в пути с Арубы через Нью-Йорк в Роттердам. Не было жертв.
17 февраля был потоплен финский пароход Wilja. Вместе с судном утонул груз из табака, изюма, пшеницы и терпентина, который был взят на борт в Саванне для перевозки в Роттердам. Жертв не было, экипаж из двадцати семи человек спасся.
| Дата                                                                  | Название корабля | страна         | тоннаж | судьба                             |
| --------------------------------------------------------------------- | ---------------- | -------------- | ------ | ---------------------------------- |
| 10 февраля 1940                                                       | Burgerdijk       | Нидерланды     | 6853   | потоплен 49°45′ с. ш. 6°30′ з. д.  |
| 14 февраля 1940                                                       | Sultan Star      | Великобритания | 12 306 | потоплен 48°54′ с. ш. 10°03′ з. д. |
| 15 февраля 1940                                                       | Den Haag         | Нидерланды     | 8971   | потоплен 48°02′ с. ш. 8°26′ з. д.  |
| 17 февраля 1940                                                       | Wilja            | Финляндия      | 3396   | потоплен 49°00′ с. ш. 6°33′ з. д.  |
| итого за пятый поход: четыре торговых судна общим тоннажем 31 526 брт |                  |                |        |                                    |

### Шестой поход
U-48 отправилась 3 апреля 1940 года в 19:00 из Киля в «Учения на Везере» и вернулась 20 апреля в 9:05. В этом походе восточнее Шетлендских островов и в Западном Фьорде суда не были потоплены или повреждены.

### Седьмой поход
Поход начался 26 мая 1940 года в 0:03 часов в Киле и закончился 29 июня в 23:42 часов там же. В этом походе в Северной Атлантике, Бискайском заливе и у мыса Финистерре было потоплено семь судов, ещё одно повреждено.
| Дата | Название корабля       | страна         | тоннаж | судьба                             |
| --- | ---------------------- | -------------- | ------ | ---------------------------------- |
| 5 июня 1940                                                                                                | Stancor                | Великобритания | 798    | потоплен 58°48′ с. ш. 8°45′ з. д.  |
| 7 июня 1940                                                                                                | Frances Massey         | Великобритания | 4212   | потоплен 55°33′ с. ш. 8°26′ з. д.  |
| 7 июня 1940                                                                                                | Eros                   | Великобритания | 5888   | повреждён 55°33′ с. ш. 8°26′ з. д. |
| 10 июня 1940                                                                                               | Violanda N. Goulanders | Греция         | 3598   | потоплен 44°04′ с. ш. 12°30′ з. д. |
| 19 июня 1940                                                                                               | Tudor                  | Норвегия       | 6607   | потоплен 45°10′ с. ш. 11°50′ з. д. |
| 19 июня 1940                                                                                               | Baron Loudoun          | Великобритания | 3164   | потоплен 45°10′ с. ш. 11°21′ з. д. |
| 19 июня 1940                                                                                               | British Monarch        | Великобритания | 5661   | потоплен 45°10′ с. ш. 11°21′ з. д. |
| 20 июня 1940                                                                                               | Moordrecht             | Нидерланды     | 7493   | потоплен 43°34′ с. ш. 14°20′ з. д. |
| итого за седьмой поход: семь торговых судов общим тоннажем 31 533 брт потоплено, одно 5888 брт повреждено. |                        |                |        |                                    |

### Восьмой поход
Поход начался 7 августа 1940 года в 14:00 в Киле и закончился 28 августа в 22:45 в Лорьяне. В этом походе в Северной Атлантике было потоплено пять судов.
| Дата                                                                  | Название корабля | страна         | тоннаж | судьба                             |
| --------------------------------------------------------------------- | ---------------- | -------------- | ------ | ---------------------------------- |
| 16 августа 1940                                                       | Hedrun           | Швеция         | 2325   | потоплен 57°10′ с. ш. 16°37′ з. д. |
| 18 августа 1940                                                       | Ville de Oran    | Бельгия        | 7590   | потоплен 55°28′ с. ш. 15°10′ з. д. |
| 24 августа 1940                                                       | La Brea          | Великобритания | 6666   | потоплен 57°24′ с. ш. 11°21′ з. д. |
| 25 августа 1940                                                       | Athelcrest       | Великобритания | 6825   | потоплен 58°24′ с. ш. 11°21′ з. д. |
| 25 августа 1940                                                       | Empire Merlin    | Великобритания | 5763   | потоплен 58°30′ с. ш. 10°15′ з. д. |
| итого за восьмой поход: пять торговых судов общим тоннажем 29 169 брт |                  |                |        |                                    |

### Девятый поход
Поход начался 8 сентября 1940 года в 20:00 в Лорьяне и закончился 25 сентября в 10:24 там же. В этом походе в Северной Атлантике и западнее Гебридских островов было потоплено восемь судов.
| Дата | Название корабля | страна         | тоннаж | судьба                             |
| --- | ---------------- | -------------- | ------ | ---------------------------------- |
| 14 сентября 1940                                                                                                 | Alexandros       | Греция         | 4343   | потоплен 56°50′ с. ш. 15°04′ з. д. |
| 15 сентября 1940                                                                                                 | Empire Volunteer | Великобритания | 5319   | потоплен 56°43′ с. ш. 15°17′ з. д. |
| 15 сентября 1940                                                                                                 | Dundee           | Великобритания | 1060 т | потоплен 56°45′ с. ш. 14°14′ з. д. |
| 17 сентября 1940                                                                                                 | City of Benares  | Великобритания | 11 081 | потоплен 56°43′ с. ш. 21°15′ з. д. |
| 17 сентября 1940                                                                                                 | Marina           | Великобритания | 5088   | потоплен 56°46′ с. ш. 21°15′ з. д. |
| 18 сентября 1940                                                                                                 | Magdalena        | Великобритания | 3118   | потоплен 57°20′ с. ш. 20°16′ з. д. |
| 21 сентября 1940                                                                                                 | Blairangus       | Великобритания | 4409   | потоплен 55°18′ с. ш. 22°21′ з. д. |
| 21 сентября 1940                                                                                                 | Broompark        | Великобритания | 5136   | потоплен 55°18′ с. ш. 18°30′ з. д. |
| итого за девятый поход: семь торговых судов общим тоннажем 38 494 брт и одно военное судно водоизмещением 1060 т |                  |                |        |                                    |

### Десятый поход
Поход начался 5 октября 1940 года в 18:30 в Лорьяне и закончился 27 октября в 10:45 в Киле. В этом походе в Северной Атлантике было потоплено шесть судов.
| Дата                                                                   | Название корабля | страна         | тоннаж | судьба                             |
| ---------------------------------------------------------------------- | ---------------- | -------------- | ------ | ---------------------------------- |
| 11 октября 1940                                                        | Davanger         | Норвегия       | 7102   | потоплен 57°00′ с. ш. 19°10′ з. д. |
| 11 октября 1940                                                        | Brandanger       | Норвегия       | 4624   | потоплен 57°10′ с. ш. 17°00′ з. д. |
| 11 октября 1940                                                        | Port Gisborne    | Великобритания | 8390   | потоплен 56°38′ с. ш. 16°40′ з. д. |
| 17 октября 1940                                                        | Languedoc        | Великобритания | 9512   | потоплен 59°14′ с. ш. 17°51′ з. д. |
| 17 октября 1940                                                        | Scoresby         | Великобритания | 3843   | потоплен 59°14′ с. ш. 17°51′ з. д. |
| 19 октября 1940                                                        | Sitala           | Великобритания | 6218   | потоплен к юго-востоку от Роколла  |
| итого за десятый поход: шесть торговых судов общим тоннажем 39 689 брт |                  |                |        |                                    |

### Одиннадцатый поход
Поход начался 20 января 1941 года в 10:00 в Киле и закончился 27 февраля в Сен-Назере. В этом походе в Северной Атлантике было потоплено два судна.
| Дата                                                                    | Название корабля | страна         | тоннаж | судьба                             |
| ----------------------------------------------------------------------- | ---------------- | -------------- | ------ | ---------------------------------- |
| 1 февраля 1941                                                          | Nicolaos Angelos | Греция         | 4351   | потоплен 59°00′ с. ш. 17°00′ з. д. |
| 24 февраля 1941                                                         | Nailsee Lass     | Великобритания | 4289   | потоплен юго-западнее Фастнет-рока |
| итого за одиннадцатый поход: два торговых судна общим тоннажем 8640 брт |                  |                |        |                                    |

### Двенадцатый поход
Поход начался 17 марта 1941 года в 18:30 в Сан-Назере и закончился 8 апреля там же. В этом походе в Северной Атлантике западнее Ирландии было потоплено четыре судна.
| Дата                                                                        | Название корабля | страна         | тоннаж | судьба                             |
| --------------------------------------------------------------------------- | ---------------- | -------------- | ------ | ---------------------------------- |
| 29 марта 1941                                                               | Germanic         | Великобритания | 5352   | потоплен 61°18′ с. ш. 22°05′ з. д. |
| 29 марта 1941                                                               | Limbourg         | Бельгия        | 2396   | потоплен 61°18′ с. ш. 22°05′ з. д. |
| 30 марта 1941                                                               | Hylton           | Великобритания | 5197   | потоплен 60°20′ с. ш. 18°10′ з. д. |
| 2 апреля 1941                                                               | Beverdale        | Великобритания | 9957   | потоплен 60°50′ с. ш. 29°19′ з. д. |
| итого за двенадцатый поход: четыре торговых судна общим тоннажем 22 902 брт |                  |                |        |                                    |

### Тринадцатый поход
Поход начался 22 мая 1941 года в 20:50 в Сан-Назере и закончился 21 июня в Киле. В этом походе в Северной Атлантике западнее Ирландии было потоплено четыре судна и одно судно было повреждено.
| Дата                                                                        | Название корабля | страна         | тоннаж | судьба                             |
| --------------------------------------------------------------------------- | ---------------- | -------------- | ------ | ---------------------------------- |
| 4 июня 1941                                                                 | Wellfield        | Великобритания | 6054   | потоплен 48°34′ с. ш. 31°34′ з. д. |
| 6 июня 1941                                                                 | Tregarthen       | Великобритания | 5201   | потоплен 46°17′ с. ш. 36°20′ з. д. |
| 8 июня 1941                                                                 | Pendrecht        | Нидерланды     | 10 746 | потоплен 45°18′ с. ш. 36°40′ з. д. |
| 12 июня 1941                                                                | Empire Dew       | Великобритания | 7005   | потоплен 51°09′ с. ш. 30°16′ з. д. |
| итого за тринадцатый поход: четыре торговых судна общим тоннажем 29 006 брт |                  |                |        |                                    |

### Дальнейшая судьба
С июля 1941 года выведена из состава боевых флотилий и использовалась в качестве учебной. Затоплена 3 мая 1945 года близ Нойштадта в рамках операции «Регенбоген» в районе с координатами 54°05′50″ с. ш. 10°48′44″ в. д..

## В компьютерных играх
- Подводная лодка типа VIIB U-48 является вторым по счёту кораблём, которым командует игрок в кампании игры Silent Hunter V: Battle of the Atlantic. Она передаётся игроку под командование после 14 ноября 1939 года во время захода в порт (с учётом того, что корабли находятся в доках две недели, а операция «Восточные берега Британии» завершается 1 декабря 1939 года, после этой операции игрока ожидает операция «Северо-западные подходы», которая начинается в середине декабря 1939 года). Игрок может отказаться от лодки.
- Подводная лодка типа VIIB U-48 — первая лодка в игре UBOAT, кампания за неё начинается с 1 сентября 1939 года в порту Вильгельмсхафен. Игра на U-48 указана средней по уровню сложности.